# Five Card Quest
Five Card Quest est un jeu vidéo de type tactical RPG développé et édité par Rocketcat, sorti en 2015 sur iOS.

## Système de jeu
Le joueur prend part à des combats tactiques générés aléatoirement à l'aide d'une main de cinq cartes correspondant à des sorts. Chaque carte jouée correspond à un tour, les tours alternant entre le joueur et l'adversaire géré par l'intelligence artificielle.

## Accueil
- Canard PC : 7/10[1]
- TouchArcade : 5/5[2]